# شعب الجدير (نعمان)

تعديل مصدري - تعديل

شعب الجدير هي إحدى قرى عزلة الجدير بمديرية نعمان التابعة لمحافظة البيضاء، بلغ تعداد سكانها 25 نسمة حسب تعداد اليمن لعام 2004.